# Fritz Knapp (Kunsthistoriker)
Fritz Knapp (* 29. Oktober 1870 in Halle (Saale); † 1938 in Würzburg) war ein deutscher Kunsthistoriker.

## Leben
Fritz Knapp, Sohn des in Halle ansässigen Verlagsbuchhändlers Wilhelm Georg Knapp (1840–1908), studierte ab 1890 zunächst in Marburg und Halle Philosophie, wechselte dann aber nach Bonn und studierte dort bei Carl Justi Kunstgeschichte. In Berlin, München und Basel setzte er diese Studien fort. Während der Semesterferien führten ihn Studienreisen nach Italien, Frankreich, Spanien und England. In Basel wurde er zu Ostern 1896 bei Heinrich Wölfflin promoviert.
Vom Oktober 1897 bis gegen Ende 1904 war er im Berliner Museumsdienst – zumeist in der Gemäldegalerie sowie an der Nationalgalerie – als Assistent, unter anderen bei Wilhelm von Bode, tätig. Am 11. März 1905 habilitierte er sich bei Wölfflin, der 1901 nach Berlin gewechselt war. Ab dem 24. September 1906 lehrte Knapp ein Semester als außerordentlicher Professor an der Universität Greifswald.
Von 1907 bis 1936 war er der erste Professor für Kunstgeschichte an der Universität Würzburg. Sein Extraordinariat, im Sommersemester 1907 installiert, wurde am 7. Juni 1921 in ein Ordinariat umgewandelt. Knapp las in Würzburg dreißig Jahre zur Kunstgeschichte vom Frühmittelalter bis zur Neuzeit; befasste sich in den Vorlesungen mit der italienischen und deutschen Renaissance sowie dem Barock.

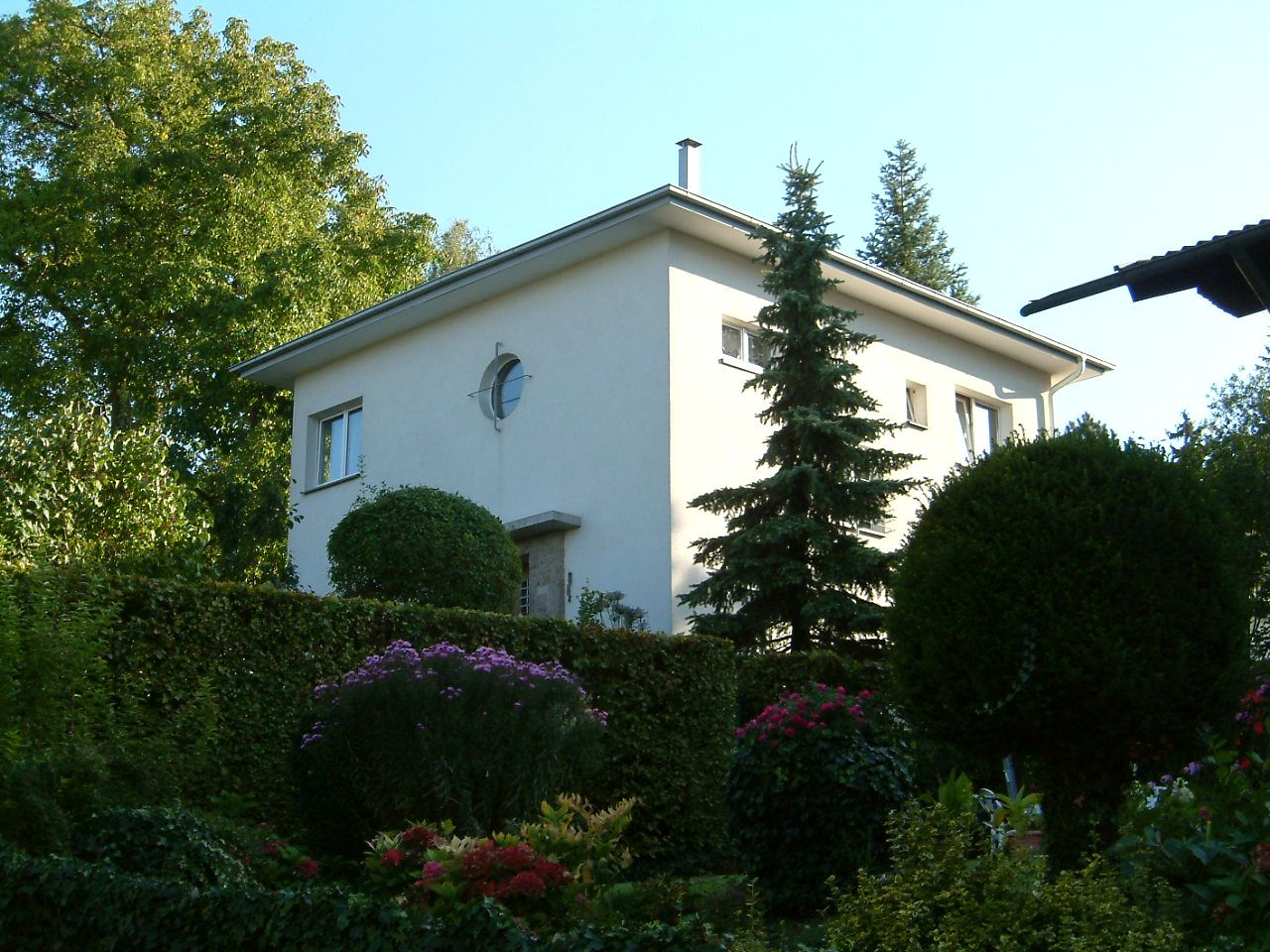
Fritz Knapps Sommerhaus, 1932 von Franz Kleinsteuber im Stil der Neuen Sachlichkeit in Würzburg erbaut.

Zunächst Mitglied der Deutschnationalen Volkspartei, trat er zum 1. Mai 1933 in die NSDAP ein (Mitgliedsnummer 3.107.716).

## Schriften (Auswahl)
- Piero di Cosimo. Ein Übergangsmeister vom Florentiner Quattrocento zum Cinquecento. Wilhelm Knapp, Halle (Saale) 1899 (archive.org).
- mit Wilhelm von Bode: Meisterwerke der Malerei. Alte Meister. Richard Bong, Berlin 1900 (archive.org).
- Fra Bartolommeo della Porta und die Schule von San Marco. Wilhelm Knapp, Halle (Saale) 1903.
- Michelangelo. Des Meisters Werke in 166 Abbildungen mit einer biographischen Einleitung. Deutsche Verlags-Anstalt, Stuttgart und Leipzig 1906 (archive.org).
- Andrea del Sarto. Velhagen & Klasing, Bielefeld und Leipzig 1907 (archive.org).
- Perugino. Velhagen & Klasing, Bielefeld, Leipzig 1907 (archive.org).
- Andrea Mantegna. Des Meisters Gemälde und Kupferstiche in 200 Abbildungen. Deutsche Verlags-Anstalt, Stuttgart, Leipzig 1910 (archive.org).
- mit Valerian von Loga, Ludwig Justi: Die italienische Plastik vom XV. bis XVIII. Jahrhundert. Fischer & Franke, Berlin 1910.
- Wanderungen durch die Werkstätten fränkischer Bildhauer. Heinrich Stürtz, Würzburg 1911.
- Würzburg und seine Sammlungen. In: Münchner Jahrbuch der bildenden Kunst. Jg. 8, 1913, S. 97–142.
- Die künstlerische Kultur des Abendlandes. Eine Geschichte der Kunst und der künstlerischen Weltanschauungen seit dem Untergang der alten Welt. 3 Bände, K. Schroeder, Bonn 1923.
- Mainfranken. Bamberg, Würzburg, Aschaffenburg. Eine fränkische Kunstgeschichte. Heinrich Stürtz, Würzburg 1928.
- Vincent van Gogh. Velhagen & Klasing, Bielefeld und Leipzig 1930.
- Die deutsche Kunst. Aschendorff, Münster in Westfalen 1930.
- Das Juliusspital. In: Altfränkische Bilder. Band 39, 1933.
- Riemenschneider. Velhagen & Klasing, Bielefeld und Leipzig 1935.
- Balthasar Neumann, der grosse Architekt seiner Zeit. Velhagen & Klasing, Bielefeld/Leipzig 1937.
- Grünewald. Velhagen & Klasing, Bielefeld 1937.
- Leonardo da Vinci. Velhagen & Klasing, Bielefeld 1938.